# Artamie azurée
Cyanolanius madagascarinus
Espèce
Statut de conservation UICN

 LC  : Préoccupation mineure
L'Artamie azurée (Cyanolanius madagascarinus) est la seule espèce de la famille des Vangidae endémique de Madagascar.

## Alimentation
L'Artamie azurée consomme des chenilles, des insectes (coléoptères et orthoptères) et occasionnellement des baies.